# Einsatz (Zeitpunkt)
Der Einsatz ist in den darstellenden Künsten der Zeitpunkt, an dem eine Stimme (Musik) oder Rolle (Theater) nach einer Pause derselben mit ihrem Part anhebt und sich in das Geflecht von Stimmen erneut einfügt. Beim Theater werden dafür üblicherweise Stichwörter verwendet, im Orchester gibt der Dirigent den Einsatz für die einzelnen Instrumentengruppen, im Notentext wird er regelmäßig durch Stichnoten nach Mehrtaktpausen der betreffenden Stimme angezeigt. In der Popmusik verwendet man auch den englischen Ausdruck cue, der auf den Beginn eines neuen Abschnitts verweist, und ein Zeichen sein kann, das diesen anzeigt. 

## Einsatz beim Theater
Beim Theater dient ein Stichwort (Auftrittszeichen oder Cue) dazu, anderen Schauspielern, Sängern, Statisten sowie Ton-, Licht- und Bühnentechnikern den Zeitpunkt ihres Einsatzes anzuzeigen. Das Stichwort ist normalerweise eine festgelegte Stelle im Text bzw. im Klavierauszug des dargebotenen Stückes. Es wird in der Regel vom Inspizienten gegeben.

## Einsatz in der Musik

### Klassische Musik und moderne Musik
In der klassischen und modernen Musik bezeichnen Einsätze das (Wieder-)Einsetzen einer Stimme nach einer längeren Pause, während derer andere Instrumente oder Singstimmen die Klänge des Werkes entsprechend der Vorgaben in der Partitur des Komponisten vorgetragen haben.
Den Einsatz gibt meist der Dirigent, gegebenenfalls auch der Solist kurz vor oder am Ende seines Solos. Ein Einsatz kann sowohl akustisch (z. B. bestimmte Tonfolge) als auch optisch gegeben werden (Dirigent, Handzeichen, Kopfnicken, sonstige Körpersprache).

### Jazz und Popmusik
Im Jazz werden bestimmte Teile eines Musikstückes, die variable Längen haben sollen, „auf Cue“ gespielt – zum Beispiel beim Ende eines Solos oder beim Schlussteil nach einer Anzahl von Durchläufen. 
Den Cue gibt der Bandleader. 